# 대사 이상
대사 이상(代謝異常, 영어: metabolic disorder)은 단백질, 지방 및 탄수화물과 같은 영양소의 신체 내 처리 및 분포를 부정적으로 변경하는 장애이다. 대사 장애(代謝障碍)라고도 한다. 대사 이상은 신체의 비정상적인 화학 반응이 정상적인 대사 과정을 변화시킬 때 일어날 수 있다. 대사 이상은 또한 단일 유전자 돌연변이로도 정의될 수 있으며, 대부분은 상염색체 열성 유전이다.

## 징후 및 증상
대사 이상으로 일어날 수 있는 증상 중 일부는 무기력증, 체중 감소, 황달 및 발작이다. 표현되는 증상은 대사 이상의 유형에 따라 다르다. 이러한 증상에는 급성 증상, 후기 발병 급성 증상, 진행성 일반 증상, 영구 증상의 가지 범주가 있다.

## 원인

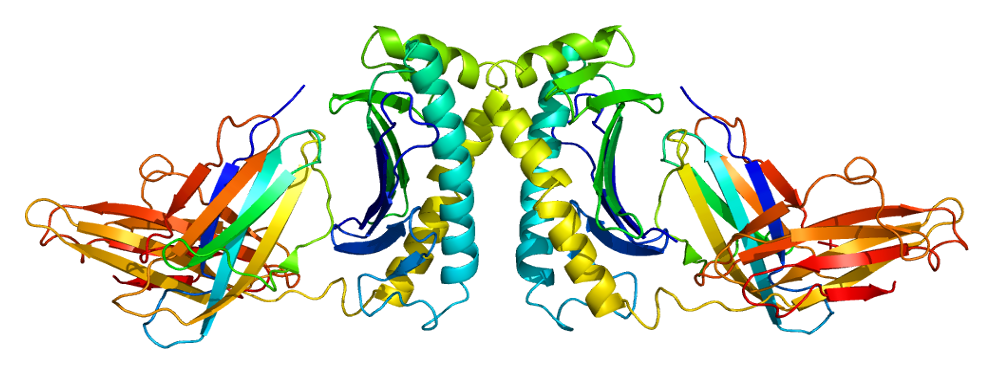
철 대사 이상에 관여하는 단백질(HFE)

유전성 대사 이상은 대사 이상의 원인 중 하나이며, 결함있는 유전자가 효소 결핍을 일으킬 때 일어난다. 많은 하위 유형이 있는 이러한 질병들은 선천성 대사 이상으로 알려져 있다. 간이나 이자가 제대로 기능을 하지 않을 때도 대사성 질환이 일어날 수 있다.

### 유형
대사 이상의 주요 부류는 다음과 같다.
- 산-염기 불균형
- 대사성 뇌질환
- 칼슘 대사 이상
- DNA 복구 결핍 이상
- 포도당 대사 이상
- 고젖산혈증
- 철 대사 이상
- 지질 대사 이상
- 흡수장애 증후군
- 대사 증후군 X
- 선천성 대사 이상
- 미토콘드리아 질병
- 인 대사 이상
- 포르피린증
- 단백질항상성 결핍증
- 대사성 피부 질환
- 악액질
- 수분-전해질 불균형

## 진단

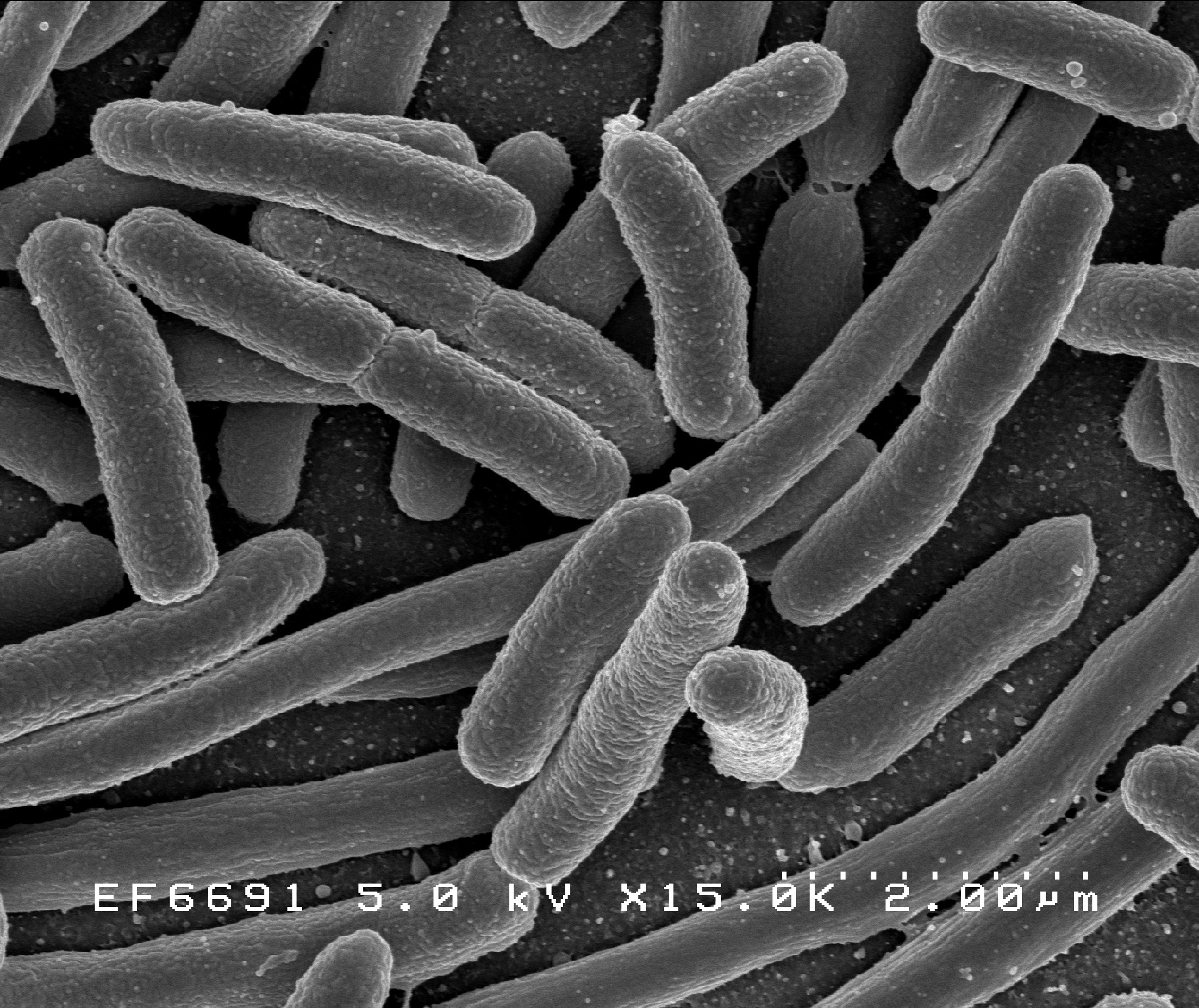
장내 미생물군

대사 이상은 태어날 때 나타날 수 있으며, 많은 경우 일상적인 선별 검사를 통해 확인할 수 있다. 대사 이상이 조기에 확인되지 않으면 나중에 증상이 나타날 때 진단될 수 있다. 유전적 대사 이상을 진단하기 위해 특정 혈액 및 DNA 검사를 실시할 수 있다.
사람의 소화계에 서식하는 미생물 개체군인 장내 미생물군도 물질대사에 중요한 역할을 하며 일반적으로 숙주에 대해 긍정적인 기능을 한다. 병태생리학적/기전 상호작용 측면에서 비정상적인 장내 미생물군은 대사 이상 관련 비만에서 역할을 할 수 있다.

## 선별검사
대사 이상 선별검사는 신생아에서 혈액, 피부 또는 청력 검사를 통해 수행할 수 있다.

## 관리
대사 이상은 특히 조기에 발견되는 경우 영양 관리로 치료할 수 있다. 영양사가 환자에게 적용할 더 효과적인 치료법을 만들어내기 위해 유전자형에 대한 지식을 갖는 것이 중요하다.

## 같이 보기
- 선천성 대사 이상
- 대사 증후군
- 대사성 근병증
- 리소좀 축적병
- 영양실조
- 대사항진

## 더 읽을거리
- Hoffmann, Georg F.; Zschocke, Johannes; Nyhan, William L. (2009년 11월 21일). 《Inherited Metabolic Diseases: A Clinical Approach》. Springer. ISBN 9783540747239.
- Gonzalez-Campoy JM, St Jeor ST, Castorino K, Ebrahim A, Hurley D, Jovanovic L, Mechanick JI, Petak SM, Yu YH, Harris KA, Kris-Etherton P, Kushner R, Molini-Blandford M, Nguyen QT, Plodkowski R, Sarwer DB, Thomas KT, American Association of Clinical Endocrinologists, American College of Endocrinology and the Obesity Society (September–October 2013). “Clinical practice guidelines for healthy eating for the prevention and treatment of metabolic and endocrine diseases in adults: cosponsored by the American Association of Clinical Endocrinologists/the American College of Endocrinology and the Obesity Society”. 《Endocr Pract》 19 (Suppl 3): 1–82. doi:10.4158/EP13155.GL. PMID 24129260.  4 March 2016에 원본 문서에서 보존된 문서. 27 July 2015에 확인함.